# Petr Horáček
Petr Horáček (Praag, 30 juni 1967) is een Tsjechische schrijver en illustrator van kinderboeken. Hij woont en werkt in het Verenigd Koninkrijk.
In 2008 stond zijn boek Kleine Muis zoekt een huis centraal in de Nationale Voorleesdagen.